# Casa reale del Regno delle Due Sicilie
La Casa Reale era l'insieme di uffici, nobili e dignitari che costituivano la corte reale della famiglia regnante dei Borbone delle Due Sicilie.

## Segreteria di Casa Reale
La Segreteria di Casa Reale, già unita alla Prima segreteria che aveva competenza, oltre che sulla amministrazione di casa reale, in materia di affari esteri, guerra e marina, fu aggregata il 17 luglio 1789 alla segreteria di Grazia e Giustizia; l'8 settembre 1791 divenne una segreteria autonoma. Riaggregata per un biennio agli affari esteri, ritornò autonoma nel 1802 e con decreto del 15 aprile 1807 fu sostituita dalla Intendenza di casa reale, riducendosi da organo di governo dello Stato a organo amministrativo della casa reale.

### Composizione della Casa reale
Di seguito, in ordine di importanza, vi sono le cariche che componevano la corte del re, indicati come Capi della Real Corte:
- Maggiordomo maggiore e Sovrintendente della Casa Reale;
- Cavallerizzo Maggiore;
- Somigliere del Corpo;
- Comandante della Compagnia delle reali guardie del corpo;
- Cappellano Maggiore;
- Cerimoniere;
- Primo cavallerizzo;
- Cavalieri di compagnia;
- Gentiluomini di camera con esercizio, Gentiluomini di camera di entrata;
- Maggiordomi di settimana
- Segretario particolare del Re

La casa reale della Regina consorte era organizzata allo stesso modo, con una maggiore presenza femminile. Al maggiordomo maggiore si sostituiva la Dama d'onore.

#### Stato maggiore personale del Re
Era composto dagli Aiutanti generali del Re, ovvero dai due o più ufficiali superiori ai vertici della Real Marina e dell'Esercito borbonico, seguiti dagli Ufficiali all'immediazione.